# Liste der Kategorie-A-Bauwerke in Fife

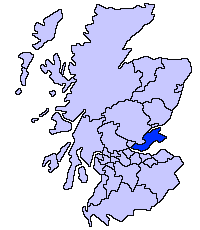
Lage von Fife in Schottland

Die Liste der Kategorie-A-Gebäude in Fife umfasst sämtliche in der Kategorie A eingetragenen Baudenkmäler in der schottischen Council Area Fife. Die Einstufung wird anhand der Kriterien von Historic Scotland vorgenommen, wobei in die höchste Kategorie A Bauwerke von nationaler oder internationaler Bedeutung einsortiert sind. In Fife sind derzeit 187 Bauwerke in der Kategorie A gelistet.
| Name                                                     | Lage                                                     | Typ                        | Eintrag | Bild                                                              |
| -------------------------------------------------------- | -------------------------------------------------------- | -------------------------- | ------- | ----------------------------------------------------------------- |
| Gibliston House                                          | nahe Arncroach 56° 14′ 4,9″ N, 2° 48′ 40,4″ W            | Villa                      | 155     | Gibliston House                                                   |
| King’s Cellar                                            | Limekilns 56° 2′ 5,8″ N, 3° 29′ 2,1″ W                   | Lagergebäude               | 1643    | King’s Cellar                                                     |
| Taubenhaus von Creich Castle                             | nahe Brunton 56° 22′ 43,5″ N, 3° 5′ 23,9″ W              | Taubenhaus                 | 2173    |                                                                   |
| Bishop Bridge                                            | Ceres 56° 17′ 29,5″ N, 2° 58′ 14,6″ W                    | Brücke                     | 2366    | Bishop Bridge                                                     |
| Freimaurertempel von Ceres                               | Ceres 56° 17′ 29,1″ N, 2° 58′ 13,4″ W                    | Freimaurertempel           | 2368    | Freimaurertempel von Ceres                                        |
| Brand’s Hotel                                            | Ceres 56° 17′ 30,9″ N, 2° 58′ 14,5″ W                    | Hotel                      | 2393    | Brand’s Hotel                                                     |
| Fife Folk Museum                                         | Ceres 56° 17′ 30,6″ N, 2° 58′ 13,7″ W                    | Museum                     | 2394    | Fife Folk Museum                                                  |
| Balcaskie House                                          | nahe St Monans 56° 13′ 20,5″ N, 2° 46′ 5,3″ W            | Herrenhaus                 | 2503    | Balcaskie House                                                   |
| Gärten von Balcaskie House                               | nahe St Monans 56° 13′ 18,7″ N, 2° 46′ 3,6″ W            | Gärten                     | 2504    |                                                                   |
| Taubentürme von Balcaskie House                          | nahe St Monans 56° 13′ 30,4″ N, 2° 45′ 32,7″ W           | Taubenturm                 | 2506    |                                                                   |
| Kellie Castle                                            | nahe Arncroach 56° 14′ 14,1″ N, 2° 46′ 33″ W             | Herrenhaus                 | 2519    | Kellie Castle                                                     |
| Scheune der Balmerino Abbey                              | Balmerino 56° 24′ 37,3″ N, 3° 2′ 32,3″ W                 | Scheune                    | 2548    |                                                                   |
| Dairsie Bridge                                           | nahe Dairsie 56° 20′ 1,2″ N, 2° 56′ 47,4″ W              | Brücke                     | 2607    | Dairsie Bridge                                                    |
| Dairsie Old Church                                       | nahe Dairsie 56° 20′ 1″ N, 2° 56′ 57,1″ W                | Kirche                     | 2610    | Dairsie Old Church                                                |
| Hill of Tarvit House                                     | nahe Cupar 56° 17′ 42,2″ N, 3° 0′ 18,1″ W                | Villa                      | 2628    | Hill of Tarvit House                                              |
| Tarvit Farm                                              | Cupar 56° 18′ 50,1″ N, 2° 59′ 40,8″ W                    | Bauernhof                  | 2674    | Tarvit Farm                                                       |
| Benarty House                                            | nahe Kelty 56° 9′ 12,9″ N, 3° 21′ 29,7″ W                | Herrenhaus                 | 3321    |                                                                   |
| Gutshof von Benarty House                                | nahe Kelty 56° 9′ 15,8″ N, 3° 21′ 32,4″ W                | Bauernhof                  | 3322    |                                                                   |
| Dunimarle Castle                                         | nahe Culross 56° 3′ 18,2″ N, 3° 38′ 37,2″ W              | Herrenhaus                 | 3349    | Dunimarle Castle                                                  |
| The Murrel                                               | nahe Aberdour 56° 3′ 57,9″ N, 3° 18′ 23,1″ W             | Villa                      | 3598    |                                                                   |
| Aberdour Kirk                                            | Aberdour 56° 3′ 18,9″ N, 3° 17′ 49,2″ W                  | Kirche                     | 3608    | Aberdour Kirk                                                     |
| Gärten von Aberdour Castle                               | Aberdour 56° 3′ 20,4″ N, 3° 17′ 49,3″ W                  | Gärten                     | 3610    | Gärten des Aberdour Castle                                        |
| Taubenturm von Aberdour Castle                           | Aberdour 56° 3′ 16,7″ N, 3° 17′ 50,2″ W                  | Taubenturm                 | 3611    | Taubenturm von Aberdour Castle                                    |
| Seabank House                                            | Aberdour 56° 3′ 4,4″ N, 3° 17′ 52,9″ W                   | Villa                      | 3632    |                                                                   |
| Aberdour House                                           | Aberdour 56° 3′ 15,8″ N, 3° 17′ 59,2″ W                  | Herrenhaus                 | 3636    |                                                                   |
| Sonnenuhr von Aberdour Castle                            | Aberdour 56° 3′ 20,5″ N, 3° 17′ 49,1″ W                  | Sonnenuhr                  | 3637    | Sonnenuhr von Aberdour Castle                                     |
| Donibristle House                                        | Dalgety Bay 56° 1′ 53,9″ N, 3° 20′ 57,8″ W               | Herrenhaus                 | 3647    | Donibristle House                                                 |
| Donibristle Chapel                                       | Dalgety Bay 56° 1′ 49,8″ N, 3° 21′ 8,3″ W                | Kirche                     | 3650    | Donibristle Chapel                                                |
| Fordell Castle                                           | nahe Dunfermline 56° 3′ 13,5″ N, 3° 22′ 16,7″ W          | Burg                       | 3652    | Fordell Castle                                                    |
| Fordell Chapel                                           | nahe Dunfermline 56° 3′ 12,2″ N, 3° 22′ 19,1″ W          | Kirche                     | 3653    |                                                                   |
| Broomhall                                                | nahe Limekilns 56° 2′ 13,8″ N, 3° 28′ 59,7″ W            | Herrenhaus                 | 3745    | Broomhall                                                         |
| Pitfirrane Castle                                        | Crossford 56° 3′ 31,4″ N, 3° 30′ 20,4″ W                 | Tower House                | 3759    | Pitfirrane Castle                                                 |
| Logie House                                              | nahe Crossford 56° 3′ 33,9″ N, 3° 28′ 55,2″ W            | Herrenhaus                 | 3776    |                                                                   |
| Gutshof von Logie House                                  | nahe Crossford 56° 3′ 40,6″ N, 3° 29′ 5,6″ W             | Bauernhof                  | 3777    |                                                                   |
| Greenside Farm                                           | nahe Ceres 56° 15′ 16,6″ N, 2° 58′ 50,3″ W               | Bauernhof                  | 4302    | Greenside Farm                                                    |
| Taubenhaus von Wormiston House                           | nahe Crail 56° 16′ 38,2″ N, 2° 37′ 52,6″ W               | Taubenhaus                 | 4329    | Taubenhaus von Wormiston House                                    |
| Aberdour Castle                                          | Aberdour 56° 3′ 18,9″ N, 3° 17′ 53,1″ W                  | Burgruine                  | 6421    | Aberdour Castle                                                   |
| East Lodge                                               | Aberdour 56° 3′ 9,8″ N, 3° 18′ 14,5″ W                   | Wohngebäude                | 6632    | East Lodge                                                        |
| Charleton House                                          | nahe Colinsburgh 56° 13′ 28,3″ N, 2° 52′ 22,7″ W         | Villa                      | 8581    | Charleton House                                                   |
| Balcarres House                                          | nahe Colinsburgh 56° 13′ 45,2″ N, 2° 51′ 0″ W            | Herrenhaus                 | 8625    | Balcarres House                                                   |
| Sonnenuhr von Balcarres House                            | nahe Colinsburgh 56° 13′ 43,6″ N, 2° 51′ 1,1″ W          | Sonnenuhr                  | 8627    | Sonnenuhr von Balcarres House                                     |
| House of Falkland                                        | nahe Falkland 56° 15′ 11,2″ N, 3° 13′ 27,8″ W            | Herrenhaus                 | 8763    | House of Falkland                                                 |
| Randerston Farm House                                    | Kingsbarns 56° 17′ 18,1″ N, 2° 38′ 1,7″ W                | Tower House                | 8796    | Randerston Farm House                                             |
| Südflügel des Falkland Palace                            | Falkland 56° 15′ 13,4″ N, 3° 12′ 23,3″ W                 | Schloss                    | 8798    | Stallungen von Falkland Palace                                    |
| Stallungen von Falkland Palace                           | Falkland 56° 15′ 18,9″ N, 3° 12′ 20,8″ W                 | Stallungen                 | 8800    | Stallungen von Falkland Palace                                    |
| Kilmany Parish Kirk                                      | Kilmany 56° 23′ 2,7″ N, 2° 59′ 32,2″ W                   | Kirche                     | 8826    | Kilmany Parish Kirk                                               |
| St Athernase Church                                      | Leuchars 56° 22′ 54″ N, 2° 53′ 0,4″ W                    | Kirche                     | 8842    | St Athernase Church                                               |
| Taubenturm von Leuchars Castle                           | Leuchars 56° 23′ 10,7″ N, 2° 53′ 19,8″ W                 | Taubenturm                 | 8851    | Taubenturm von Leuchars Castle                                    |
| Earlshall Castle                                         | Leuchars 56° 22′ 44,2″ N, 2° 52′ 5,5″ W                  | Herrenhaus                 | 8852    | Earlshall Castle                                                  |
| Taubenhaus von Earlshall Castle                          | Leuchars 56° 22′ 41,9″ N, 2° 52′ 6,8″ W                  | Taubenhaus                 | 8853    | Taubenhaus von Earlshall Castle                                   |
| Pitcullo Castle                                          | nahe Dairsie 56° 21′ 43,8″ N, 2° 57′ 3,3″ W              | Tower House                | 8857    | Pitcullo Castle                                                   |
| Old Guard Bridge                                         | Guardbridge 56° 21′ 32,5″ N, 2° 53′ 19″ W                | Brücke                     | 8861    | Old Guard Bridge                                                  |
| Vicarsford Cemetery Chapel                               | Drumoig 56° 25′ 13,1″ N, 2° 54′ 41,2″ W                  | Kirche                     | 8863    | Vicarsford Cemetery Chapel                                        |
| Taubenturm von West Pitkierie                            | nahe Anstruther 56° 14′ 25,4″ N, 2° 43′ 9,7″ W           | Taubenturm                 | 8979    | Taubenturm von West Pitkierie                                     |
| Elie House                                               | nahe Elie and Earlsferry 56° 11′ 48,2″ N, 2° 48′ 53,1″ W | Herrenhaus                 | 9000    | Elie House                                                        |
| Lathrisk House                                           | Falkland 56° 15′ 47,2″ N, 3° 10′ 29,8″ W                 | Herrenhaus                 | 9042    |                                                                   |
| Raith House                                              | Kirkcaldy 56° 6′ 46,3″ N, 3° 11′ 51,6″ W                 | Herrenhaus                 | 9681    |                                                                   |
| Gutshof von Raith House                                  | Kirkcaldy 56° 6′ 49,3″ N, 3° 11′ 59,1″ W                 | Bauernhof                  | 9682    |                                                                   |
| Leslie House                                             | Glenrothes 56° 12′ 11,9″ N, 3° 11′ 41,3″ W               | Herrenhaus                 | 9693    | Leslie House                                                      |
| Forth Bridge                                             | nahe North Queensferry 56° 0′ 4,2″ N, 3° 23′ 19,5″ W     | Brücke                     | 9977    | Forth Bridge                                                      |
| Signal House Pier                                        | North Queensferry 56° 0′ 27,1″ N, 3° 23′ 43,2″ W         | Pier                       | 9978    | Signal House Pier                                                 |
| Old Duloch House                                         | Dunfermline 56° 3′ 15,5″ N, 3° 23′ 30,9″ W               | Herrenhaus                 | 9981    |                                                                   |
| Lantern Tower                                            | North Queensferry 56° 0′ 29,8″ N, 3° 23′ 41,2″ W         | Leuchtfeuer                | 9998    | Lantern Tower                                                     |
| St Paul’s Church                                         | Glenrothes 56° 11′ 28,2″ N, 3° 9′ 36,6″ W                | Kirche                     | 10012   | St Paul’s Church                                                  |
| Melville House                                           | nahe Letham 56° 18′ 41″ N, 3° 8′ 5,2″ W                  | Herrenhaus                 | 15448   | Melville House                                                    |
| Cunnoquhie House                                         | nahe Letham 56° 19′ 27,9″ N, 3° 6′ 44″ W                 | Herrenhaus                 | 15469   | Cunnoquhie House                                                  |
| Over Rankeilour House                                    | nahe Bow of Fife 56° 18′ 35,2″ N, 3° 5′ 13″ W            | Herrenhaus                 | 15486   | Over Rankeilour House                                             |
| Monimail Tower                                           | nahe Letham 56° 18′ 50,5″ N, 3° 8′ 8,7″ W                | Tower House                | 15498   | Monimail Tower                                                    |
| St Monans Church                                         | St Monans 56° 12′ 11,5″ N, 2° 46′ 15,5″ W                | Kirche                     | 15558   | St Monans Church                                                  |
| Pitcairlie House                                         | nahe Newburgh 56° 19′ 16,6″ N, 3° 13′ 58,4″ W            | Herrenhaus                 | 15565   | Pitcairlie House                                                  |
| Rathausturm von Strathmiglo                              | Strathmiglo 56° 16′ 41,2″ N, 3° 16′ 10,3″ W              | Turm                       | 15754   | Rathausturm von Strathmiglo                                       |
| Pitlour House                                            | nahe Strathmiglo 56° 17′ 10,7″ N, 3° 16′ 44,5″ W         | Villa                      | 15768   |                                                                   |
| Strathtyrum House                                        | nahe St Andrews 56° 20′ 41,3″ N, 2° 49′ 35,2″ W          | Herrenhaus                 | 15817   |                                                                   |
| Kenly Green House                                        | Boarhills 56° 18′ 51,7″ N, 2° 41′ 58,5″ W                | Villa                      | 15841   |                                                                   |
| Tulliallan Castle                                        | Kincardine 56° 4′ 24,8″ N, 3° 42′ 37,8″ W                | Herrenhaus                 | 16585   | Tulliallan Castle                                                 |
| Balgonie Castle                                          | nahe Milton of Balgonie 56° 11′ 37,6″ N, 3° 6′ 33,1″ W   | Burg                       | 16664   | Balgonie Castle                                                   |
| Balbirnie House                                          | Glenrothes 56° 12′ 34,8″ N, 3° 8′ 44,6″ W                | Herrenhaus                 | 16687   | Balbirnie House                                                   |
| Durie House                                              | nahe Leven 56° 12′ 42,7″ N, 3° 0′ 43″ W                  | Herrenhaus                 | 16699   | Durie House                                                       |
| Wemyss Castle                                            | nahe West Wemyss 56° 8′ 39,4″ N, 3° 4′ 51″ W             | Herrenhaus                 | 16709   | Wemyss Castle                                                     |
| Stallungen von Cunnoquhie House                          | nahe Letham 56° 19′ 27,9″ N, 3° 6′ 48,4″ W               | Stallungen                 | 19749   | Stallungen von Cunnoquhie House (links im Vordergrund)            |
| 6–9 Broomhill                                            | Burntisland 56° 3′ 36,2″ N, 3° 14′ 5,6″ W                | Villa                      | 22752   |                                                                   |
| Burntisland Parish Church                                | Burntisland 56° 3′ 28,8″ N, 3° 13′ 56,8″ W               | Kirche                     | 22777   | Burntisland Parish Church                                         |
| Crail Parish Church                                      | Crail 56° 15′ 45,6″ N, 2° 37′ 31,9″ W                    | Kirche                     | 23244   | Crail Parish Church                                               |
| Friedhof von Crail                                       | Crail 56° 15′ 46,5″ N, 2° 37′ 32,8″ W                    | Friedhof                   | 23245   | Crail Parish Church                                               |
| Kirkmay House Hotel                                      | Crail 56° 15′ 43,3″ N, 2° 37′ 32,8″ W                    | Hotel                      | 23251   | Kirkmay House Hotel                                               |
| Friar’s Court                                            | Crail 56° 15′ 42″ N, 2° 37′ 32,1″ W                      | Wohngebäude                | 23253   | Friar’s Court                                                     |
| Tolbooth von Crail                                       | Crail 56° 15′ 39,2″ N, 2° 37′ 33,6″ W                    | Rathaus                    | 23287   | Tolbooth von Crail                                                |
| Golf Hotel                                               | Crail 56° 15′ 38,2″ N, 2° 37′ 35,4″ W                    | Hotel                      | 23290   | Golf Hotel                                                        |
| Altes Zollhaus von Crail                                 | Crail 56° 15′ 27,9″ N, 2° 37′ 40,9″ W                    | öffentliches Gebäude       | 23378   | Altes Zollhaus von Crail                                          |
| Crail Harbour                                            | Crail 56° 15′ 26,7″ N, 2° 37′ 40,7″ W                    | Hafen                      | 23398   | Crail Harbour                                                     |
| Taubenturm von Crail                                     | Crail 56° 15′ 40,8″ N, 2° 37′ 17,4″ W                    | Taubenturm                 | 23445   | Taubenturm von Crail                                              |
| Culross Abbey Church                                     | Culross 56° 3′ 29,9″ N, 3° 37′ 31,3″ W                   | Kirche                     | 23960   | Culross Abbey Church                                              |
| Culross Abbey House                                      | Culross 56° 3′ 30,1″ N, 3° 37′ 28″ W                     | Herrenhaus                 | 23964   | Culross Abbey House                                               |
| Gärten des Culross Abbey House                           | Culross 56° 3′ 29,7″ N, 3° 37′ 20,2″ W                   | Gärten                     | 23965   |                                                                   |
| Friedhof der West Church                                 | nahe Culross 56° 3′ 36,6″ N, 3° 38′ 24,4″ W              | Friedhof                   | 23969   | Friedhof der West Church                                          |
| Culross Tolbooth                                         | Culross 56° 3′ 19,2″ N, 3° 37′ 48,5″ W                   | Rathaus                    | 23994   | Culross Tolbooth                                                  |
| Marktkreuz von Culross                                   | Culross 56° 3′ 20,3″ N, 3° 37′ 42,3″ W                   | Marktkreuz                 | 24000   | Marktkreuz von Culross                                            |
| Bishop Leighton’s House                                  | Culross 56° 3′ 19,2″ N, 3° 37′ 43,1″ W                   | Wohngebäude                | 24006   | Bishop Leighton’s House (hervorspringenden Haus in der Bildmitte) |
| The Study                                                | Culross 56° 3′ 20,7″ N, 3° 37′ 42,7″ W                   | Wohngebäude                | 24045   | The Study (rechts im Bild)                                        |
| Old and St Michael of Tarvit Parish Church               | Cupar 56° 19′ 2,2″ N, 3° 0′ 53,6″ W                      | Kirche                     | 24136   | Old and St Michael of Tarvit Parish Church                        |
| Preston Lodge                                            | Cupar 56° 19′ 9,8″ N, 3° 0′ 59,8″ W                      | Villa                      | 24242   | Preston Lodge                                                     |
| Lagerhalle am Bahnhof Cupar                              | Cupar 56° 19′ 8,1″ N, 3° 0′ 26,1″ W                      | Lagergebäude               | 24293   |                                                                   |
| Firth-of-Tay-Brücke                                      | Wormit 56° 26′ 18,5″ N, 2° 59′ 18″ W                     | Brücke                     | 25681   | Firth-of-Tay-Brücke                                               |
| Langhaus der Dunfermline Abbey Church                    | Dunfermline 56° 4′ 11,5″ N, 3° 27′ 49,7″ W               | Kirche                     | 25960   | Langhaus der Dunfermline Abbey Church                             |
| New Abbey Parish Church                                  | Dunfermline 56° 4′ 11,6″ N, 3° 27′ 47,6″ W               | Kirche                     | 25961   | New Abbey Parish Church                                           |
| Pittencrieff House                                       | Dunfermline 56° 4′ 8,5″ N, 3° 28′ 2,5″ W                 | Herrenhaus                 | 25968   | Pittencrieff House                                                |
| Louise Carnegie Memorial Gateway                         | Dunfermline 56° 4′ 15,9″ N, 3° 27′ 58,7″ W               | Tor                        | 25972   | Louise Carnegie Memorial Gateway                                  |
| Dunfermline City Chambers                                | Dunfermline 56° 4′ 14,9″ N, 3° 27′ 50,4″ W               | Rathaus                    | 25973   | Dunfermline City Chambers                                         |
| Abbot House                                              | Dunfermline 56° 4′ 13,9″ N, 3° 27′ 45,8″ W               | Wohngebäude                | 25978   | Abbot House                                                       |
| Altes Gildenhaus von Dunfermline                         | Dunfermline 56° 4′ 16,3″ N, 3° 27′ 40,7″ W               | Geschäftsgebäude           | 25999   | Altes Gildenhaus von Dunfermline                                  |
| Hill House                                               | Dunfermline 56° 3′ 28,2″ N, 3° 27′ 38,7″ W               | Herrenhaus                 | 26050   |                                                                   |
| Pitreavie Castle                                         | Dunfermline 56° 2′ 54,5″ N, 3° 25′ 5,8″ W                | Herrenhaus                 | 26058   | Pitreavie Castle                                                  |
| Pilmuir Works                                            | Dunfermline 56° 4′ 28,1″ N, 3° 27′ 43,3″ W               | Industriebauwerk           | 26073   | Pilmuir Works                                                     |
| The Castle                                               | Elie and Earlsferry 56° 11′ 22,4″ N, 2° 49′ 18,4″ W      | Wohngebäude                | 31029   | The Castle                                                        |
| Moncrief House                                           | Falkland 56° 15′ 12″ N, 3° 12′ 23,7″ W                   | Wohngebäude                | 31274   | Moncrief House                                                    |
| Rathaus von Falkland                                     | Falkland 56° 15′ 11,4″ N, 3° 12′ 26,6″ W                 | Rathaus                    | 31277   | Rathaus von Falkland                                              |
| Brunton House                                            | Falkland 56° 15′ 8,6″ N, 3° 12′ 29,3″ W                  | Wohngebäude                | 31328   | Brunton House                                                     |
| Inverkeithing Tolbooth                                   | Inverkeithing 56° 1′ 52,6″ N, 3° 23′ 49,2″ W             | Rathaus                    | 35087   | Inverkeithing Tolbooth                                            |
| Marktkreuz von Inverkeithing                             | Inverkeithing 56° 1′ 50,9″ N, 3° 23′ 50,9″ W             | Marktkreuz                 | 35088   | Marktkreuz von Inverkeithing                                      |
| Thomson’s House                                          | Inverkeithing 56° 1′ 51,4″ N, 3° 23′ 49,1″ W             | Wohngebäude                | 35090   | Thomson’s House                                                   |
| Inverkeithing Friary                                     | Inverkeithing 56° 1′ 47,2″ N, 3° 23′ 54,1″ W             | Museum                     | 35100   | Inverkeithing Friary                                              |
| Fordell’s Lodging                                        | Inverkeithing 56° 1′ 54,2″ N, 3° 23′ 50,3″ W             | Wohngebäude                | 35103   | Fordell’s Lodging                                                 |
| Innergellie House                                        | Kilrenny 56° 14′ 11,5″ N, 2° 41′ 14,2″ W                 | Herrenhaus                 | 36005   | Innergellie House                                                 |
| Anstruther Easter Parish Church                          | Anstruther 56° 13′ 26,9″ N, 2° 42′ 2,4″ W                | Kirche                     | 36066   | Anstruther Easter Parish Church                                   |
| Melville Manse                                           | Anstruther 56° 13′ 23,6″ N, 2° 41′ 53,3″ W               | Pfarrhaus                  | 36072   | Melville Manse                                                    |
| Scottish Fisheries Museum                                | Anstruther 56° 13′ 19″ N, 2° 41′ 48,7″ W                 | Museum                     | 36169   | Scottish Fisheries Museum                                         |
| Anstruther Wester Parish Church                          | Anstruther 56° 13′ 20,4″ N, 2° 42′ 14,6″ W               | Kirche                     | 36191   | Anstruther Wester Parish Church                                   |
| White House                                              | Anstruther 56° 13′ 19,4″ N, 2° 42′ 11,1″ W               | Wohngebäude                | 36197   | White House (Eckhaus)                                             |
| Bowbutts House                                           | Kinghorn 56° 4′ 24,7″ N, 3° 10′ 25,7″ W                  | Villa                      | 36267   |                                                                   |
| 339–343 High Street                                      | Kirkcaldy 56° 6′ 49″ N, 3° 9′ 15,6″ W                    | Wohn- und Geschäftsgebäude | 36354   | 339–343 High Street                                               |
| Sailor’s Walk                                            | Kirkcaldy 56° 6′ 56,9″ N, 3° 9′ 8,2″ W                   | Wohngebäude                | 36358   | Sailor’s Walk                                                     |
| Path House                                               | Kirkcaldy 56° 7′ 10,3″ N, 3° 8′ 51,6″ W                  | Herrenhaus                 | 36399   | Path House                                                        |
| Feuars Arms                                              | Kirkcaldy 56° 7′ 15,5″ N, 3° 8′ 46,3″ W                  | Gaststätte                 | 36401   | Feuars Arms                                                       |
| Taubenturm von Ravenscraig Castle                        | Kirkcaldy 56° 7′ 11,7″ N, 3° 8′ 18,1″ W                  | Taubenturm                 | 36405   | Taubenturm von Ravenscraig Castle                                 |
| Bay House                                                | Kirkcaldy 56° 7′ 26,1″ N, 3° 7′ 19,7″ W                  | Wohngebäude                | 36407   | Bay House (links im Bild)                                         |
| The Anchorage                                            | Kirkcaldy 56° 7′ 28″ N, 3° 7′ 15,1″ W                    | Wohngebäude                | 36414   |                                                                   |
| Friedhof der St Serf’s Kirk                              | Kirkcaldy 56° 7′ 27″ N, 3° 7′ 18,1″ W                    | Friedhof                   | 36415   |                                                                   |
| Tolbooth von Dysart                                      | Kirkcaldy 56° 7′ 33,8″ N, 3° 7′ 15,2″ W                  | Rathaus                    | 36418   | Tolbooth von Dysart                                               |
| St David’s                                               | Kirkcaldy 56° 7′ 30,8″ N, 3° 7′ 22,2″ W                  | Wohngebäude                | 36425   |                                                                   |
| The Towers                                               | Kirkcaldy 56° 7′ 36,3″ N, 3° 7′ 22,7″ W                  | Wohngebäude                | 36434   |                                                                   |
| Bahnhof Ladybank                                         | Ladybank 56° 16′ 27,1″ N, 3° 7′ 18,4″ W                  | Bahnhof                    | 36925   | Bahnhof Ladybank                                                  |
| St Drostan’s Parish Church                               | Markinch 56° 12′ 18,3″ N, 3° 8′ 2,3″ W                   | Kirche                     | 37644   | St Drostan’s Parish Church                                        |
| Pittenweem Parish Church                                 | Pittenweem 56° 12′ 49,9″ N, 2° 43′ 42,5″ W               | Kirche                     | 39868   | Pittenweem Parish Church                                          |
| Pittenweem Priory                                        | Pittenweem 56° 12′ 49,1″ N, 2° 43′ 40,1″ W               | Kloster                    | 39871   |                                                                   |
| Torhaus der Pittenweem Priory                            | Pittenweem 56° 12′ 49,9″ N, 2° 43′ 39,1″ W               | Kloster                    | 39872   | Torhaus der Pittenweem Priory                                     |
| Kelly Lodge                                              | Pittenweem 56° 12′ 48,3″ N, 2° 43′ 47,2″ W               | Wohngebäude                | 39905   | Kelly Lodge                                                       |
| Gyles House                                              | Pittenweem 56° 12′ 45,1″ N, 2° 43′ 33,8″ W               | Wohngebäude                | 39959   | Gyles House                                                       |
| 4–6 The Gyles                                            | Pittenweem 56° 12′ 45,8″ N, 2° 43′ 34,1″ W               | Wohngebäude                | 39961   | 4–6 The Gyles                                                     |
| 18 East Shore                                            | Pittenweem 56° 12′ 46,1″ N, 2° 43′ 41″ W                 | Wohngebäude                | 39978   | 18 East Shore                                                     |
| St Andrews Harbour                                       | St Andrews 56° 20′ 21,7″ N, 2° 47′ 1,5″ W                | Hafen                      | 40596   | St Andrews Harbour                                                |
| The Roundel                                              | St Andrews 56° 20′ 23,6″ N, 2° 47′ 22″ W                 | Wohngebäude                | 40600   | The Roundel                                                       |
| 3 South Street                                           | St Andrews 56° 20′ 23,5″ N, 2° 47′ 22,6″ W               | Wohngebäude                | 40601   | 3 South Street                                                    |
| 67–69 South Street                                       | St Andrews 56° 20′ 22,9″ N, 2° 47′ 36,5″ W               | Wohngebäude                | 40623   | 67–69 South Street                                                |
| St John’s House                                          | St Andrews 56° 20′ 22,9″ N, 2° 47′ 37,2″ W               | Wohngebäude                | 40624   | St John’s House                                                   |
| Holy Trinity Church                                      | St Andrews 56° 20′ 22,9″ N, 2° 47′ 43,9″ W               | Kirche                     | 40633   | Holy Trinity Church                                               |
| Queen Mary’s House                                       | St Andrews 56° 20′ 22,7″ N, 2° 47′ 23,3″ W               | Wohngebäude                | 40662   | Queen Mary’s House                                                |
| St Leonard’s Chapel                                      | St Andrews 56° 20′ 21,3″ N, 2° 47′ 23,5″ W               | Kirche                     | 40666   |                                                                   |
| South Court                                              | St Andrews 56° 20′ 22″ N, 2° 47′ 30,7″ W                 | Wohngebäude                | 40676   | South Court (Rückseite)                                           |
| St Mary’s College                                        | St Andrews 56° 20′ 20,9″ N, 2° 47′ 40,7″ W               | Universität                | 40686   | St Mary’s College                                                 |
| King James Library                                       | St Andrews 56° 20′ 20,9″ N, 2° 47′ 37,8″ W               | Bibliothek                 | 40687   | King James Library                                                |
| Madras College                                           | St Andrews 56° 20′ 18″ N, 2° 47′ 52,6″ W                 | Schule                     | 40703   | Madras College                                                    |
| Dean’s Court                                             | St Andrews 56° 20′ 25,1″ N, 2° 47′ 22,1″ W               | Wohngebäude                | 40756   | Dean’s Court                                                      |
| 71 North Street                                          | St Andrews 56° 20′ 28,8″ N, 2° 47′ 37,9″ W               | Wohngebäude                | 40770   |                                                                   |
| St Salvator’s Chapel                                     | St Andrews 56° 20′ 29″ N, 2° 47′ 39,6″ W                 | Kirche                     | 40771   | St Salvator’s Chapel                                              |
| Royal and Ancient Golf Club House                        | St Andrews 56° 20′ 37″ N, 2° 48′ 8,4″ W                  | Villa                      | 40820   | Royal and Ancient Golf Club House                                 |
| All Saints Church                                        | St Andrews 56° 20′ 28,2″ N, 2° 47′ 27,5″ W               | Kirche                     | 40861   |                                                                   |
| 11–13 College Street                                     | St Andrews 56° 20′ 27,1″ N, 2° 47′ 41,8″ W               | Wohngebäude                | 40868   | 11–13 College Street (viertes Gebäude auf der linken Seite)       |
| Bogward Dovecot                                          | St Andrews 56° 19′ 47,9″ N, 2° 49′ 24,3″ W               | Taubenturm                 | 40932   | Bogward Dovecot                                                   |
| Maschinenhaus von Thornton                               | Thornton 56° 9′ 46,1″ N, 3° 8′ 30,1″ W                   | Industriebauwerk           | 42992   |                                                                   |
| Battery Pier                                             | North Queensferry 56° 0′ 23,9″ N, 3° 23′ 26,3″ W         | Pier                       | 43862   | Battery Pier                                                      |
| Blair Castle                                             | nahe Culross 56° 3′ 16,3″ N, 3° 39′ 27,2″ W              | Villa                      | 46425   | Blair Castle                                                      |
| Wintergarten von Glassmount House                        | nahe Burntisland 56° 5′ 1″ N, 3° 12′ 47,3″ W             | Wintergarten               | 46869   |                                                                   |
| Bishop Leighton’s House                                  | Culross 56° 3′ 18,9″ N, 3° 37′ 43,6″ W                   | Wohngebäude                | 48815   | Bishop Leighton’s House; Nr. 5                                    |
| Forth Road Bridge                                        | nahe North Queensferry 56° 0′ 8,6″ N, 3° 24′ 15,2″ W     | Brücke                     | 49165   | Forth Road Bridge                                                 |
| Easterheughs                                             | nahe Burntisland 56° 3′ 36,5″ N, 3° 16′ 11,2″ W          | Villa                      | 49686   |                                                                   |
| St Columba’s Church                                      | Glenrothes 56° 11′ 42,8″ N, 3° 10′ 42,4″ W               | Kirche                     | 49999   | St Columba’s Church                                               |
| Kincardine Bridge                                        | Kincardine 56° 3′ 54″ N, 3° 43′ 40″ W                    | Brücke                     | 50078   | Kincardine Bridge                                                 |
| Trainingsgebäude des Crail Airfields                     | nahe Crail 56° 16′ 27,9″ N, 2° 36′ 34″ W                 | Militärgebäude             | 50549   |                                                                   |
| Tower des Crail Airfields                                | nahe Crail 56° 16′ 29,9″ N, 2° 36′ 25,7″ W               | Turm                       | 50552   | Tower des Crail Airfields                                         |
| Reparaturhangar des Crail Airfields                      | nahe Crail 56° 16′ 29,9″ N, 2° 36′ 25,7″ W               | Werkstatt                  | 50557   |                                                                   |
| Trainingsgebäude für Torpedoangriffe des Crail Airfields | nahe Crail 56° 16′ 31,4″ N, 2° 36′ 28,7″ W               | Militärgebäude             | 50573   |                                                                   |
| Hangar der RAF Leuchars                                  | Leuchars 56° 22′ 34,9″ N, 2° 52′ 32,5″ W                 | Militärgebäude             | 51423   |                                                                   |
| Andrew Melville Hall                                     | St Andrews 56° 20′ 2,5″ N, 2° 49′ 2,3″ W                 | Wohngebäude                | 51846   | Andrew Melville Hall                                              |
| Carlingnose Battery                                      | North Queensferry 56° 0′ 41,9″ N, 3° 23′ 26,9″ W         | Militärbauwerk             | 52012   |                                                                   |
| Pitcorthie House                                         | nahe Colinsburgh 56° 13′ 35,2″ N, 2° 49′ 37,2″ W         | Villa                      | 52177   |                                                                   |